# Twitch Plays Pokémon
Twitch Plays Pokémon ist ein sogenanntes „social experiment“ auf der Livestream-Website Twitch. Durch die Chat-Funktion wird es Zuschauern aus der ganzen Welt ermöglicht, die Pokémon-Videospiele gemeinsam zu spielen, indem Tastenbefehle eingegeben werden.
Während des Spiels werden zwei verschiedene Spielmodi genutzt. Der eine Spielmodus ist anarchistisch aufgebaut. Dabei wird ausnahmslos jede Eingabe im Spiel umgesetzt. Im demokratischen Modus wird die Eingabe mit der höchsten Anzahl umgesetzt. Auch die Wahl des Modus kann von den Spielern durch Eingabe im Textfenster durch Mehrheitsprinzip gewählt werden. Wenn ein Modus wieder mehr Stimmen hatte als der andere, wurde dieser umgesetzt, bis sich die Mehrheit wieder änderte. Der demokratische Modus wurde allerdings erst hinzugefügt, als die Spieler an einem Punkt im ersten Spiel längere Zeit feststeckten.
Am 12. Februar 2014 wurde das Projekt mit dem Spiel Pokémon Rote Edition gestartet. Der Stream wurde mit der Zeit sehr bekannt und erreichte immer mehr Zuschauer bzw. Mitspieler. Nach 16 Tagen und 7 Stunden ununterbrochenen Spielens wurde das erste Spiel durchgespielt und im Anschluss wurde sofort das nächste Spiel, Pokémon Kristall, begonnen.

## Abgeschlossene Spiele
Pokémon Rote Edition
Der Stream begann zunächst mit relativ wenigen Zuschauern, die Zahl stieg jedoch schnell an. Am 14. Februar wurde die bisherige Höchstanzahl von ungefähr 175.000 Zuschauern erreicht. Das Spiel wurde nach 16 Tagen, 7 Stunden und 45 Minuten abgeschlossen. Insgesamt wurden 30 Pokémon gefangen. Im Verlauf des Spiels wählten die Mitspieler aus zwei Fossilien das Helix-Fossil, welches erweckt wurde und zu Amonitas wurde. Mit der Zeit kam es zur Verbreitung eines Insider-Witzes, aus dem eine Art Sekte entstand, die „Lord Helix“ verehrt. Ein erwähnenswertes Ereignis ist der zwölfte Tag des Streams, der auf einen Sonntag fiel. An diesem wurden zwölf Pokémon von den Spielern freigelassen. Dieses Ereignis wurde später als „Bloody Sunday“ bezeichnet.
Pokémon Kristall Edition
Am 2. März begann das zweite Spiel, eine gehackte Version der Pokémon Kristall Edition. Die Spieler nannten den Protagonisten „AJDNNW“. Nach 9 Tagen, 21 Stunden und 25 Minuten wurde die Pokémon-Liga erfolgreich abgeschlossen. Nach 12 Tagen, 2 Stunden und 38 Minuten erreichte die Community zum ersten Mal den letzten Gegner des Spiels, Trainer Rot, der überraschenderweise das Team besaß, mit dem die Community das Spiel Pokémon Rote Edition abgeschlossen hatte. Nach 13 Stunden gelang es den Spielern, ihn zu besiegen und somit das Spiel erfolgreich abzuschließen. Es wurden 32 Pokémon gefangen.
Pokémon Smaragd Edition
Am 21. März wurde das dritte Spiel gestartet, Pokémon Smaragd Edition. Die Community wählte erstmals den weiblichen Protagonisten, als Name wurde „A“ gewählt. Nach 20 Tagen, 22 Stunden und 1 Minute wurde die Pokémon-Liga nach 102 Niederlagen erfolgreich abgeschlossen und das Spiel durchgespielt. Ein Pokémon des Teams, Azumarill, erreichte während dieser beträchtlichen Anzahl an Niederlagen den Maximallevel von 100. Insgesamt wurden 40 Pokémon gefangen.
Am 8. Tag dieses Spiels fingen die Spieler innerhalb von 4 Stunden 27 Myraplas. Dieses Ereignis wird „The great Cabbage Harvest“ genannt.
Pokémon Feuerrote Edition
Eine gehackte Version von Pokémon Feuerrote Edition wurde am 11. April begonnen. Der Protagonist wurde wieder „A“ genannt. Das Spiel wurde modifiziert, sodass alle wilden Pokémon, Starter-Pokémon und Tausch-Pokémon sowie Pokémon von Trainern verändert wurden. Nach 15 Tagen, 2 Stunden und 1 Minute wurde das Spiel durchgespielt, 56 Pokémon wurden gefangen. Die durchschnittliche Zuschauerzahl betrug ca. 3000.
Pokémon Platin Edition
Am 2. Mai wurde die Pokémon Platin Edition gestartet, der Protagonist bekam den Namen „nqpppnl“. Das Spiel wurde nach 17 Tagen, 11 Stunden und 38 Minuten erfolgreich beendet, insgesamt wurden 52 verschiedene Pokémon gefangen.
Pokémon HeartGold Edition
Am 23. Mai wurde eine gehackte Version der Pokémon HeartGold Edition begonnen und nach 18 Tagen, 20 Stunden und 33 Minuten durchgespielt.
Pokémon Schwarze Edition
Am 15. Juni wurde Pokémon Schwarz gestartet. Nach 12 Tagen, 18 Stunden und 34 Minuten wurde das Spiel erfolgreich beendet.
Pokémon Schwarze Edition 2
Am 5. Juli 2014 hat die Community begonnen, die Pokémon Schwarze Edition 2 zu spielen. Am 22. Juli wurde sie abgeschlossen.
Pokémon X
Pokémon X wurde am 27. Juli 2014 begonnen. Das Spiel wurde nach fünf Tagen und fünf Stunden bereits erfolgreich abgeschlossen, die Community war also deutlich schneller als bei den vorherigen Spielen.
Pokémon Omega Rubin Edition
Das Projekt zum Spiel Pokémon Omega Rubin-Edition begann am 22. November 2014 und damit sechs Tage vor dem Europa-Release. Im Zeitraum von fünf Tagen und weniger weiterer Stunden wurden alle acht Orden erkämpft und viele Pokemon gefangen.

## Mediales Echo
Die Nachrichtenwebsite Spiegel Online hält das Web-Projekt für schwer einzuordnen. „Geht es um Chaos und Anarchie? Um Schwarmintelligenz oder Crowdsourcing? Ist es das „soziale Experiment“, als das es der anonyme Initiator vermarktet?“ Die Idee sei so absurd, dass sie schon wieder fasziniere, schreibt der Autor weiter. Das Projekt werde von Zehntausenden verfolgt. Es sei sogar derart beliebt, dass 50.000 Menschen an einem Dienstagvormittag mitten in der Woche zuschauten.
Die britische Nachrichtenwebsite BBC berichtet, dass mehr als eine Million Menschen am Spiel beteiligt waren. Während der 16 Tage Spieldauer des ersten Pokémon-Spiels seien 122 Millionen Eingaben gemacht worden. Der Erschaffer des Projekts sei am Anfang skeptisch gewesen, ob es angesichts der Menge gleichzeitiger Eingaben überhaupt möglich sein werde, das Spiel zu beenden.
Das Technikportal CHIP Online berichtet über das Projekt: „im Spiele-Streaming-Netzwerk Twitch.tv reagiert gerade das unterhaltsame Chaos. […] Doch geht es bei TwitchPlaysPokemon in erster Linie um den olympischen Gedanken „Dabeisein ist alles“ und nicht darum, irgendein Ziel zu erreichen.“
Björn Balg schreibt auf der Spielewebsite Eurogamer: „Twitch Plays Pokemon war der impulsive Umsatz einer netten und überaus bescheuerten Idee.“ Wer dem Spiel zusah konnte laut Autor den folgenden Eindruck gewinnen: „Der Ablauf von Twitch Plays Pokemon wirkt wie das Spielen eines hyperaktiven Kindes, das zusätzlich noch unter multipler Persönlichkeitsstörung leidet und den Game Boy allein mit den Füßen bedient.“ Trotzdem sei das Projekt erfolgreich abgeschlossen worden: „Fast ohne Probleme zog der Trupp durch die Räume der furchteinflößenden Arena und spielte besser als so mancher Einzelgänger. Selbst in der Anonymität des Internets, die Leute normalerweise zu ihrem schlechtesten Verhalten treibt, fügte sich eine Gruppierung aus lauter Unbekannten zusammen, die gemeinsam richtige Entscheidungen trafen. Betrachtet man den gesamten Ablauf, entsteht der Eindruck einer wachsenden Intelligenz des Schwarmdenkens. Obwohl eine genaue Absprache in dieser Form, bei der absolut jeder Zuschauer blinde Eingaben tätigen darf, praktisch unmöglich ist, lernten die Spieler, als gemeinsames Bewusstsein besser zusammenzuarbeiten.“
Das Spiel habe die Spieler vor viele Herausforderungen gestellt. Beispielsweise habe es sich als problematisch erwiesen, ein wildes Pokémon durch zahlreiche unkoordinierte Eingaben zu fangen. Schließlich sei das Unternehmen geglückt und das Pokémon habe sich zum Besten des Teams entwickelt. Weitere vergleichbare Vorkommnisse folgten. Aus derartigen Ereignissen ist eine Vielzahl von Memes hervorgegangen.
Balg meint ferner, er nehme es niemandem übel, vom intellektuellen Niveau des Spiels enttäuscht zu sein. Trotzdem müsse man „zugeben, dass es sich hierbei um ein außergewöhnliches Sozialexperiment handelt, dessen Entwicklung sich jeglicher Logik entzieht. Dem gigantischen Chaos zum Trotz finden die Leute gemeinsam einen Weg, lernen, sich als kollektive Intelligenz zu verhalten, und passen ihre Strategien ständig neu an. Ganz nebenbei entsteht eine Sammlung an Meta-Humor, den ich so noch nie erlebt habe. Man braucht nicht einmal aktiv mitzumachen, um sich als ein Teil der Erfahrung zu sehen. Ich muss keine Eingaben tätigen, keine Besprechung der Abläufe mitbestimmen oder Fanart zeichnen. All diese Dinge kann ich vollkommen passiv aufnehmen und fühle mich alleine dadurch einbezogen in den Kreis der wohl verrücktesten Bande des Internets.“
Beim Computerspielpreis The Game Awards, der Nachfolgeveranstaltung der Spike Video Game Awards, erhielt das Projekt im Dezember 2014 die Auszeichnung für die „Beste Fan-Kreation“.